# ريتشارد ادمون كورتني
ريتشارد ادمون كورتني (بالإنجليزية: Richard Edmond Courtney)‏ هو محامي أسترالي، ولد في 8 سبتمبر 1870 في Castlemaine, Victoria ‏ في أستراليا، وتوفي في 21 أكتوبر 1919 في ملبورن في أستراليا.